# Снайдер (округ, Пенсільванія)
Шаблон:StateAbbr_ 40°46′ пн. ш. 77°05′ зх. д. / 40.77° пн. ш. 77.08° зх. д.
Округ Снайдер (англ. Snyder County) — округ (графство) у штаті Пенсільванія, США. Ідентифікатор округу 42109.

## Історія
Округ утворений 1855 року.

## Демографія
За даними перепису
2000 року
загальне населення округу становило 37546 осіб, зокрема міського населення було 10835, а сільського — 26711.
Серед мешканців округу чоловіків було 18352, а жінок — 19194. В окрузі було 13654 домогосподарства, 9979 родин, які мешкали в 14890 будинках.
Середній розмір родини становив 3,02.
Віковий розподіл населення поданий у таблиці:
| Стать    | До 15 років | 15-21 | 22-29 | 30-39 | 40-49 | 50-65 | 65-85 | Понад 85 |
| -------- | ----------- | ----- | ----- | ----- | ----- | ----- | ----- | -------- |
| Чоловіки | 3786        | 2155  | 1756  | 2652  | 2802  | 2984  | 2045  | 172      |
| Жінки    | 3644        | 2315  | 1670  | 2651  | 2735  | 3121  | 2647  | 411      |

## Суміжні округи
- Юніон — північ
- Нортамберленд — схід
- Джуніата — південь
- Міффлін — захід

## Виноски
1. ↑  U.S. Decennial Census. United States Census Bureau. Архів оригіналу за 12 травня 2015. Процитовано 10 березня 2015.
2. ↑  Historical Census Browser. University of Virginia Library. Архів оригіналу за 11 серпня 2012. Процитовано 10 березня 2015.
3. ↑  Forstall, Richard L., ред. (24 березня 1995). Population of Counties by Decennial Census: 1900 to 1990. United States Census Bureau. Архів оригіналу за 20 березня 2015. Процитовано 10 березня 2015.
4. ↑  Census 2000 PHC-T-4. Ranking Tables for Counties: 1990 and 2000 (PDF). United States Census Bureau. 2 квітня 2001. Архів оригіналу (PDF) за 18 грудня 2014. Процитовано 10 березня 2015.
5. ↑  State & County QuickFacts. United States Census Bureau. Архів оригіналу за 20 липня 2011. Процитовано 22 листопада 2013. [Архівовано 2011-06-06 у Wayback Machine.](англ.) Наведено за англійською вікіпедією.
6. ↑  American FactFinder. Бюро перепису населення США. Архів оригіналу за 26 лютого 2012. Процитовано 31 січня 2008. [Архівовано 2008-05-21 у Wayback Machine.]

| США | Це незавершена стаття з географії США. Ви можете допомогти проєкту, виправивши або дописавши її. |